# День военного связиста
«День военного связиста» — праздник российских военных связистов: военнослужащих и гражданских служащих воинских  формирований связи во всех видах и родах войск  Вооружённых сил России, в структурах специальных служб, в военизированных организациях.
А также профессиональный праздник непосредственно Войск связи России. Праздник приурочен ко дню образования специальных войск связи России — 20 октября 1919 года. Хотя формирования связи в войсках России существуют ещё с со второй половины XIX века. День военного связиста в России отмечается ежегодно 20 октября (в СССР военные связисты неофициально отмечали свой праздник 7 мая - в День радио).
Празднование 20 октября Дня связиста в качестве профессионального праздника было закреплено указом Президента Российской Федерации от 31 мая 2006 года № 549 «Об установлении профессиональных праздников и памятных дней в Вооруженных Силах Российской Федерации». Праздник был учреждён наряду с другими «в целях возрождения и развития отечественных воинских традиций, повышения престижа военной службы и в знак признания заслуг военных специалистов в решении задач обеспечения обороны и безопасности государства».
Сложно переоценить значение вклада военных связистов в общую обороноспособность страны. Военная связь — это ежедневный непростой труд связистов, а также постоянная работа над разработками и использованием новейшего оборудования и методов передачи данных. Военные связисты часто находятся на передовых позициях, так как на плечах военных связистов лежит важнейшая задача — обеспечение связи командного состава формирований с выполняющими поставленные задачи военнослужащими. Военная связь — важнейший элемент управления военными подразделениями как в бою, так и в мирное время.
У военных связистов существует множество шутливых выражений о своей нелёгкой и важной службе. Вот некоторые  из них: «Войска без связи, как овца без пастуха»; «Кто не любит пыли, грязи, тот идет в войска связи» (ирония), ну и культовые — «Связь — это войсковая интеллигенция!», «Связь — нервы армии». Подчеркивающая то, какую важную задачу у управлении войсками выполняют военные связисты, передавая распоряжения командиров формирований на огромные расстояния, сохраняя конфиденциальность передаваемой информации.
Материалы и средства для обеспечения военной связи в разные времена были совершенно различными. Начиная от простейшей передачи зрительных и звуковых сигналов, до изобретения новейших технологий военной связи, передающих информацию всех категорий секретности.

Нарукавный знак частей войск связи 14 Главного центра связи ГШ ВС России нового образца («Рубин»)

В настоящее время системы связи развиты и автоматизированы. Они позволяют передавать данные на огромные расстояния и поддерживать связь между несколькими объектами одновременно. Обслуживают такие системы специально обученные военные — связисты, которые сформированы в отдельный род войск — Войска связи Российской Федерации.
Работа военного связиста — это ежедневный труд и выполнение боевых и учебно-тренировочных задач не только на стационарных системах, но и на мобильных. Именно поэтому военной профессии связиста уделяется сегодня, да и во все времена большое внимание.
Из истории рождения праздника
Инициатором учреждения Дня военного связиста является председатель Свердловской областной общественной организации инвалидов и ветеранов войны на острове Даманский - «Даманцы» полковник в отставке, военный связист Сидоров Валерий Николаевич (г. Екатеринбург). Данный факт подтверждается письмом Геральдического совета при Президенте Российской Федерации (исх. № А72-2-280 от 27 марта 2013 г.) за подписью государственного герольдмейстера Г.В. Вилинбахова.